# 8-环戊基-1,3-二甲基黄嘌呤
8-环戊基-1,3-二甲基黄嘌呤，别名8-环戊基茶碱，简称8-CPT、CPX，是一种药物，可作为腺苷受体的有效选择性拮抗剂，对A1受体亚型具有一定的选择性，同时也对非选择性磷酸二酯酶抑制剂。它对动物有兴奋作用，效力略高于咖啡因。